# Brachypelma embrithes
Brachypelma embrithes é uma espécie de aranha pertencente à família Theraphosidae.